# اتحادیه نویسندگان ارمنستان
اتحادیه نویسندگان ارمنستان (ارمنی: Հայաստանի գրողների միություն; انگلیسی: Writers Union of Armenia) در اوت ۱۹۳۴ به صورت همزمان با اتحادیه نویسندگان اتحاد شوروی و به عنوان بخش مکمل این اتحادیه تأسیس شد.

## دهه ۱۹۳۰
مجمع مؤسسان در طول ۱ تا ۵ اوت، پس از این که هیئت نویسندگان ارمنستان در مجمع مؤسسان اتحادیه نویسندگان اتحاد جماهیر شوروی سوسیالیستی شرکت کرد، برگزار شد.

## جنگ جهانی دوم
در سپتامبر ۱۹۳۹ میلادی سالگرد هزاره حماسه «ساسونتسی داویت» در ارمنستان جشن گرفته شد. در سال ۱۹۴۱ از ۱۰ تا ۲۰ مه دهه ادبیات ارمنی در مسکو
بیش از پنجاه نویسنده ارمنی در جبهه شرقی مبارزه نمودند.

## دهه ۱۹۴۰
در سال ۱۹۴۶ دومین مجمع اتحادیه برگزار شد. رئیس اتحادیه ارمنستان آوتیک ایساهاکیان

## دهه‌های ۱۹۵۰، ۱۹۶۰ و ۱۹۷۰
سومین مجمع در ژوئیه ۱۹۵۴ برگزار شد و آوتیک ایساهاکیان دوباره انتخاب شد. در نتیجه چهارمین (ژانویه ۱۹۵۹), پنجمین (نوامبر ۱۹۶۶) و ششمین (ژانویه ۱۹۷۱) مجمع‌ها ادوارد توپچیان انتخاب شد
هفتمین مجمع (آوریل ۱۹۷۶ اتحادیه نویسندگان وارتزگس پطروسیان را برگزید تا دبیر مسئول باشد.

## دهه ۱۹۸۰
در نتیجه هشتم (مه ۱۹۸۱) و نهم (مه ۱۹۸۶) مجامع او رئیس اتحادیه شد. در سال ۱۹۸۸ پس از اینکه «هراچیا هوهانسیان» به ریاست برگزیده شد، یک جلسه فوق‌العاده برگزار شد.

## دهه ۱۹۹۰
در ۱۵ ژوئن ۱۹۹۰. در سپتامبر همان سال ساختمان اتحادیه نویسندگان به یک واحد ویژه به عنوان مقر عمومی به منتقل شد
نقش فعالی در بازسازی سیستم دولتی ملی ارمنی و جنگ آزادیبخش آرتساخ برعهده گرفت.
چندین نویسنده در نبردهای مختلف مبارزه نمود. یکی از آنها، سامول شاهومیان در نبرد گاندازسار
وازگن سارگسیان ابتدا وزیر دفاع و سپس نخست‌وزیر ارمنستان شد. در سپتامبر ۱۹۹۰ و فوریه ۱۹۹۱ دهمین در دو مرحله برگزار شد. واهاگن داوتیان به ریاست اتحادیه انتخاب شد.

## دهه ۲۰۰۰
در سال ۲۰۰۱، سیزدهمین مجمع برگزار شد و لوون آنانیان به ریاست اتحادیه انتخاب شد. در ژوئن ۲۰۰۲ میلادی اتحادیه نویسندگان ارمنستان، نخستین کنگره پان-آرمنین را سازمان داد و دومین کنگره نیز در ژوئن ۲۰۰۴ برگزار شد.
خانه انتشاراتی اتحادیه نویسندگان ارمنستان در سال ۲۰۰۲ بنیانگذاری شد. مجموعه کتاب‌های یک نویسنده جوان با عنوان «Mutk» به چاپ رسید.
در کنار مجلات ادبی و روزنامه‌های موجود (Grakan Tert, Nork, Nor dar, Literaturnaya Armenia) 'Artasahmanyan Grakanutyun magazine, Satirikon (یک روزنامه طنز), مجله‌های Tsolker و Lusapsak young people's در حال انتشار یافتند.
در ژوئن ۲۰۰۴ هفتادمین سالگرد اتحادیه نویسندگان ارمنستان جشن گرفته شد.
در حال حاضر اتحادیه نویسندگان ارمنستان ۵۲۰ عضو دارد.

## روسای اتحادیه
- دراستامات سیمونیان (۱۹۳۴–۱۹۳۷)
- نایری زاریان (۱۹۴۴–۱۹۴۶)
- آوتیک ایساهاکیان (۱۹۴۶–۱۹۵۷)
- ادوارد توپچیان (۱۹۵۹–۱۹۷۵)
- وارتزگس پطروسیان (۱۹۷۵–۱۹۸۸)
- هراچیا هوانسیان (۱۹۸۸–۱۹۹۰)
- واهاگن داوتیان(۱۹۹۰–۱۹۹۴)
- رازمیک داوویان (۱۹۹۴–۱۹۹۶)
- هرانت ماتووسیان (۱۹۹۶–۲۰۰۱)
- لوون آنانیان (۲۰۰۱–۲۰۱۳)
- ادوارد میلیتونیان (۲۰۱۳-اکنون)